# Église Saint-Pierre de Roye
Pour les articles homonymes, voir Église Saint-Pierre.
L'église Saint-Pierre est une église catholique située à Roye, au sud-est du département de la Somme, en France.

## Historique
L'existence de l'église Saint-Pierre est attestée en 1184.
Elle fut reconstruite au XVIe siècle vers 1535.
L'église fut en grande partie détruite pendant la Grande Guerre. Après le conflit, elle fut reconstruite dans le style Art déco, seul le chœur gothique flamboyant a été conservé.
L'édifice a été classé au titre des monuments historiques en 1908, en 1924 et en 1997.
Des reliques de saint Florent[Lequel ?] et de saint Antoine Daveluy sont conservées dans l'église.

## Architecture et décoration

### Partie ancienne
Elle conserve son chœur, son chevet et des vitraux du XVIe siècle. Du chœur détruit pendant la Première Guerre mondiale, il ne restait que des pans de murs. Le choix fut fait dans l'entre-deux-guerres de le reconstruire à l'identique et de remonter une verrière avec des éléments épars de vitraux anciens.

### Partie moderne

#### Nef
L’église Saint-Pierre est un exemple de reconstruction partielle d'église dans l'entre-deux-guerres. Au chœur gothique flamboyant restauré à l’identique furent ajoutés de 1931 à 1933, une nef, un transept et un clocher de style Art déco, par les architectes parisiens Charles Duval et Emmanuel Gonse, connus déjà à Roye pour avoir construit une école maternelle. Ils procédèrent sur les mêmes principes à la reconstruction de l'église Saint-Vaast de Moreuil.

#### Clocher
Le clocher de 64 mètres de hauteur s’inspire de celui de l’Église Notre-Dame du Raincy. Il abrite quatre cloches : « Adolphe », « Claire », « Henriette » et « Marguerite ». Le sommet se termine par une flèche de béton surmontée d'une croix.
Au début de la Seconde Guerre mondiale, le sommet du clocher devint un poste d'observation, un service de guet des armées de l'air britannique puis française y fut organisé afin de repérer et signaler le passage des avions ennemis. Sur la rambarde qui fait le tour du clocher, tous les types d’avions étaient dessinés. Parmi les guetteurs se trouvait l’acteur Jean Marais. La chambrée des militaires était aménagée dans la grande salle qui se trouve au niveau de l’horloge.

### Décoration extérieure
La décoration novatrice de la façade de l’église comporte :
- des sculptures sur béton réalisées par Raymond Couvègnes,
- des grilles en ferronnerie avec des plaques en cuivre repoussé représentant le tétramorphe de Raymond Subes.

### Décoration intérieure
- des ouvrages de céramiques vernissées incorporées au ciment frais des autels par Maurice Dhomme, comme la Mise au tombeau[8],
- des peintures murales d'Henri Marret,
- Les vitraux de la nef ont été conçus par Jean Hébert-Stevens et furent partiellement détruits en 1940 puis restaurés de 1956 à 1957 par Pauline Peugniez[5]. Les vitraux du chœur sont l'œuvre de son gendre, Paul Bony[2].

### Orgue
En 1933, un orgue réalisé par la maison Beuchet-Debierre fut installé dans l'église. détruit pendant la Seconde Guerre mondiale, il fut remplacé en 1957 par un instrument conçu par Max Joseph Roethinger. L'orgue fut restauré en 1992 par Jean-Marc Cicchero.

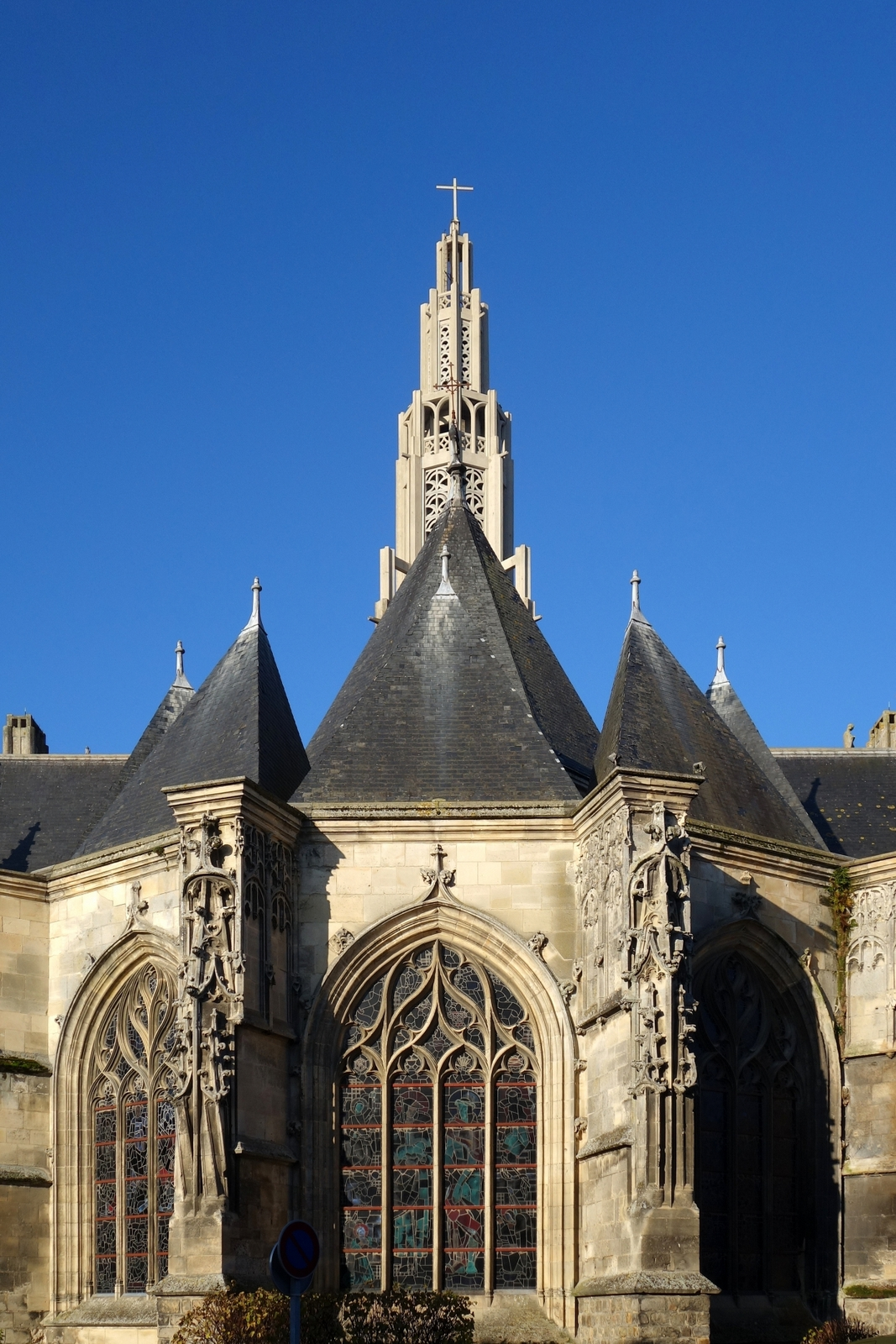
Chevet gothique
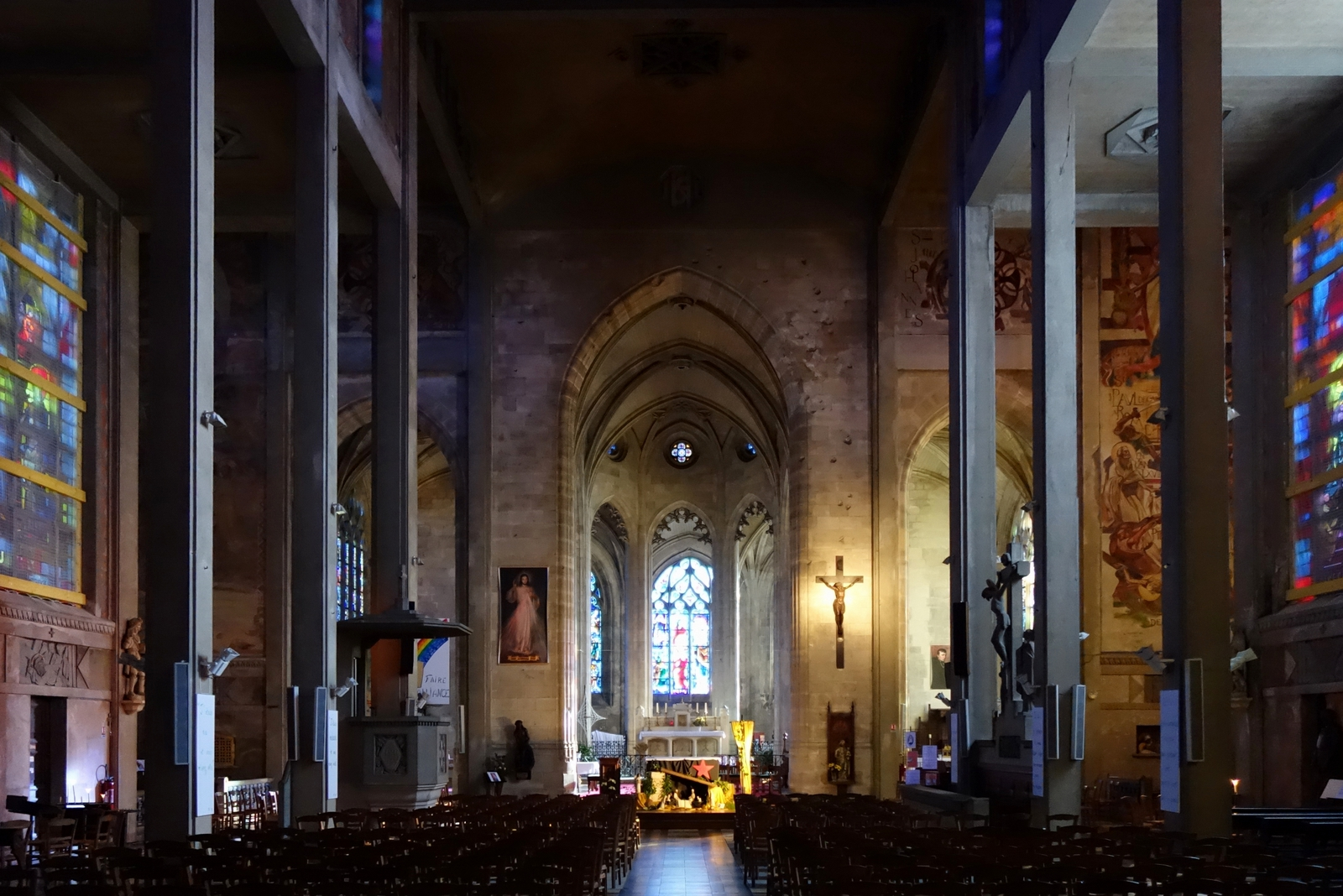
Nef de l'église
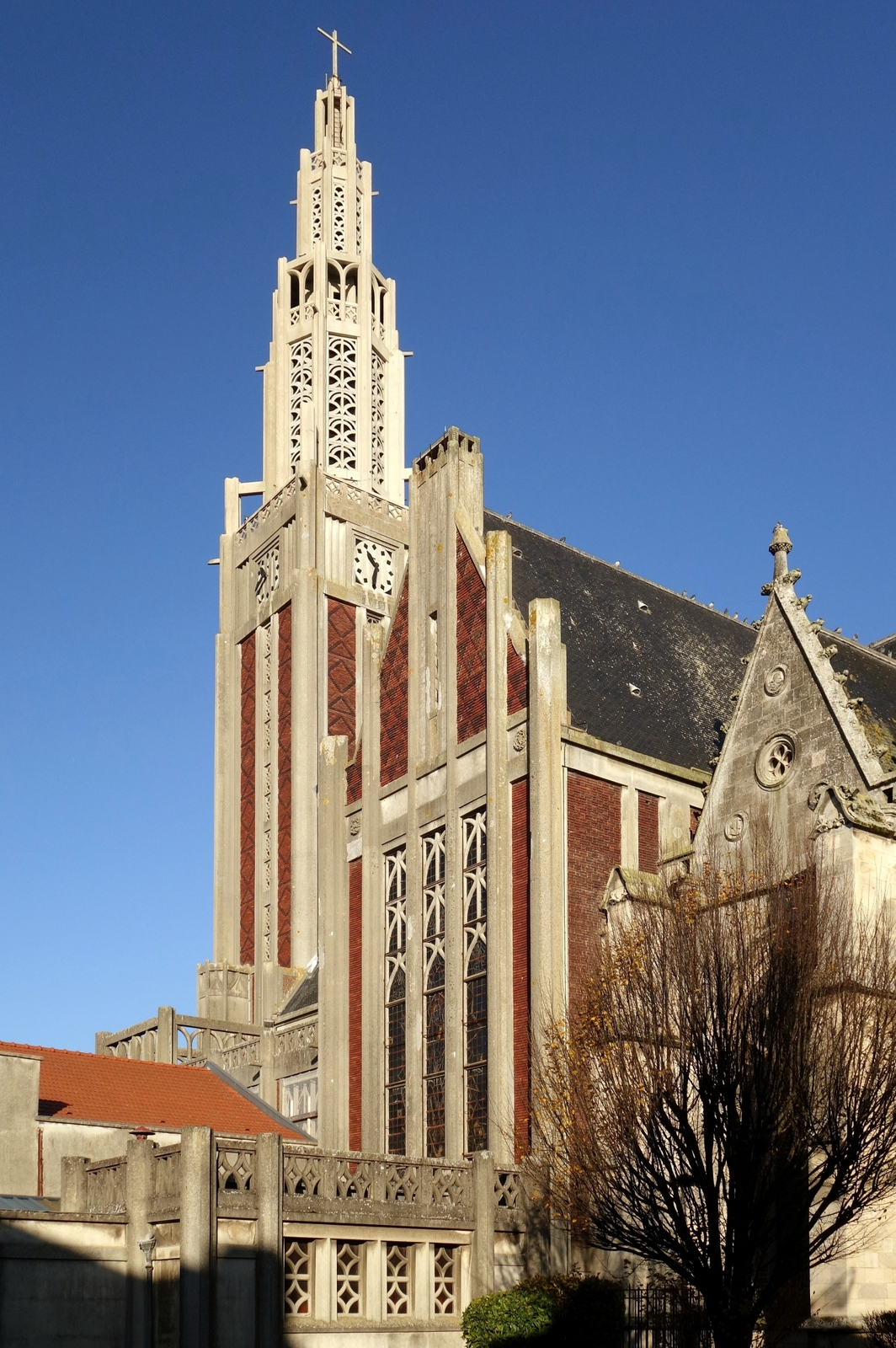
Clocher art-déco